# Smetáček (nástroj)

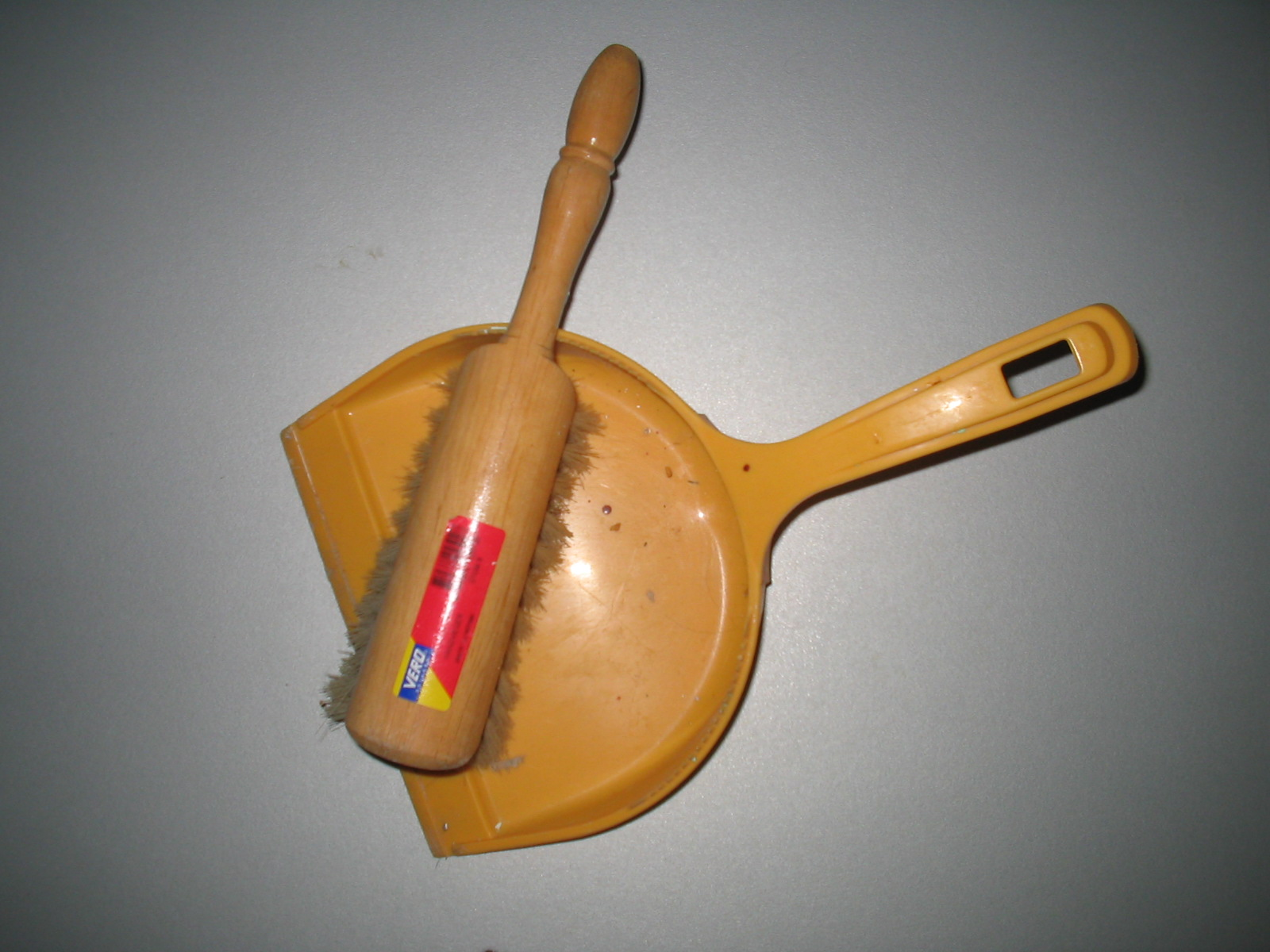
Smetáček a lopatka

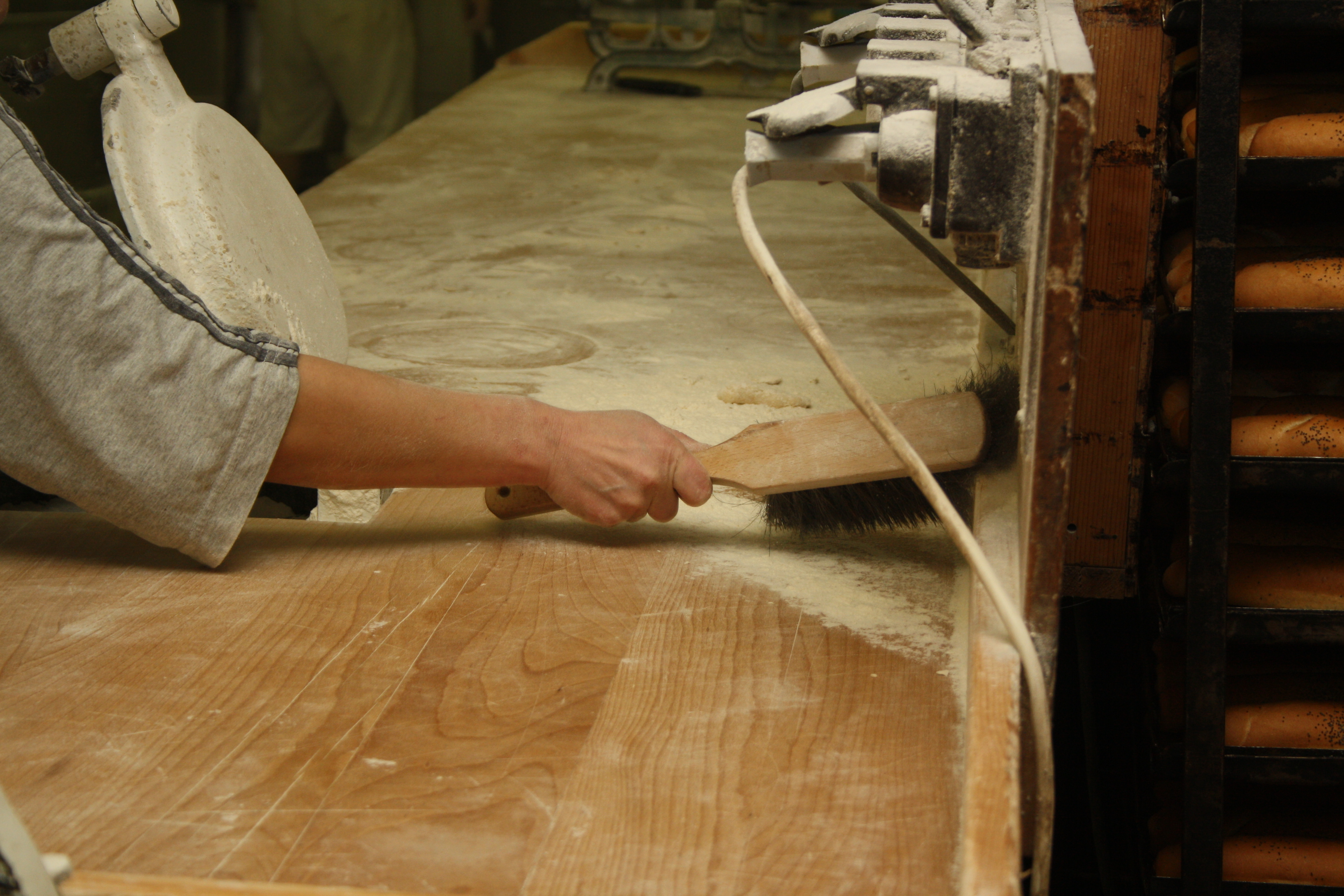
Použití smetáčku v pekárně

Smetáček je běžný domácí jednoruční nástroj určený pro zametání menších ploch. Je to vlastně malý smeták, uzpůsobený tak, aby jej bylo možno držet v jedné ruce. Obvykle se používá pouze jako doplněk k jiným větším úklidovým prostředkům jako je koště, smeták, vysavač apod. Smetáčky se běžně používají při úklidu smetí a nečistot z podlahy v interiérech budov, kdy pomocí smetáčku nečistoty nametáme na lopatku. Kromě toho se smetáčky velmi dobře hodí např. v zimním období při smetání sněhu např. z okenních říms, balkónových zábradlí, zaparkovaných vozidel apod.